# Ativador do metabolismo cerebral
Os ativadores do metabolismo cerebral são um tipo de droga que potencializa a ação do sistema nervoso central (SNC) contra doenças cerebrovasculares, como demência e acidente vascular cerebral (AVC). O termo tem sido usado com mais frequência para descrever alguns medicamentos de origem japonesa, como a indeloxazina e o bifemelano.